# Andina de Televisión
Andina de Televisión (ATV) je peruánská bezplatná televizní stanice vlastněná společností Grupo ATV. Začala vysílat 18. dubna 1983.